# São Paulo Challenger 2000
Il São Paulo Challenger 2000 è stato un torneo di tennis facente parte della categoria ATP Challenger Series nell'ambito dell'ATP Challenger Series 2000. Il torneo si è giocato a San Paolo in Brasile dal 23 al 29 ottobre 2000 su campi in terra rossa.

## Vincitori

### Singolare
Guillermo Coria ha battuto in finale  Tomas Behrend con il punteggio di 7–5, 6–1

### Doppio
Mariano Hood /  Sebastián Prieto hanno battuto in finale  Tomas Behrend /  Germán Puentes con il punteggio di 6–3, 7–6(6)